# Heimatortskartei
Heimatortskarteien (HOK) sind die systematischen Erfassungen der deutschen Bevölkerung in den ehemaligen deutschen Ost- und Siedlungsgebieten nach deren Wohnorten zum 1. September 1939.
Sie entstanden als ein Gemeinschaftshilfswerk von Caritas und Diakonie aus den 1945 gegründeten Suchdienstmeldeköpfen des Kirchlichen Suchdienstes, deren vordringliche Aufgabe es war, durch Flucht und Vertreibung getrennte Familien wieder zusammenzuführen und das Schicksal der Verschollenen zu klären.
Bis Oktober 1946 waren fast sechs Millionen Heimatvertriebene aus den deutschen Ostgebieten in den Westen Deutschlands geflüchtet, die verzweifelt nach ihren Angehörigen suchten. Durch improvisierte Such- und Meldestellen bei Pfarrämtern begann die Tätigkeit des Kirchlichen Suchdienstes. Überwiegend freiwillige Helfer zogen von Lager zu Lager, notierten die Personalien durchziehender Flüchtlinge und übertrugen diese auf Karteikarten und Listen in alphabetischer Reihenfolge. Die so entstandenen Meldekarten und Suchkarten wurden untereinander verglichen und bei Übereinstimmung konnten Sucher und Gesuchter zusammengeführt werden (Begegnungsprinzip).
Schon bald zeichnete sich ab, dass sich hier eine ganz spezielle Art von Suchdienstarbeit herausbildete, die sich durch den Personenkreis und die räumliche Begrenzung vom allgemeinen Suchdienst abhob.
So entstand erstmals beim Suchdienstmeldekopf in Hannover der Gedanke, die Flüchtlinge nicht nur alphabetisch, sondern auch nach ihren ehemaligen Heimatwohnorten zu registrieren. Also wurde neben der Namenskartei eine Ortskartei erstellt – die erste Heimatortskartei.
Der große Vorteil dieser Umstrukturierung war, die Nachforschungen aktiv zu gestalten. Es musste nicht mehr abgewartet werden, bis eine Begegnung von Such- und Meldekartei zustande kam, es konnte nun durch Befragung von ehemaligen Nachbarn und Freunden aus dem Heimatort das Schicksal der Vermissten geklärt werden.
Die Gesamtleitung der Heimatortskarteien wurde am 1. Dezember 1947 der Hauptvertretung München des Deutschen Caritasverbandes offiziell angegliedert.
Mit nahezu lückenlosen Unterlagen über mehr als 20 Millionen Menschen nahm der Kirchliche Suchdienst mit seinen Heimatortskarteien im Bundesauftrag wichtige Aufgaben als Einwohnermeldeamt für die Deutschen aus den ehemaligen deutschen Ost- und Siedlungsgebieten wahr. Nachdem der Kirchliche Suchdienst 2015 seine Tätigkeit einstellte, wurden die Unterlagen 2016 dem Bundesarchiv übergeben.